# Hämaskos
Als Hämaskos (männlich, aus griechisch αίμα, „Blut“ und ασκός, „Schlauch“) oder als Hämatoperitoneum oder Hämoperitoneum wird eine Blutung in die freie Bauchhöhle bezeichnet. Sie ist potenziell lebensbedrohlich. Blutungen in den Peritonealraum sind nach Verletzungen und Operationen, durch spontane Ruptur eines Aortenaneurysmas, eines Hämangioms der Leber oder des Eileiters oder auch bei allgemeiner Blutungsneigung (hämorrhagischer Diathese) möglich. Neben starken Schmerzen im Bauchraum durch die peritoneale Reizung sind schnell Zeichen des Schocks und des Blutverlustes (Blässe, Schwäche, schlechter Allgemeinzustand) zu verzeichnen. Das Abhorchen des Abdomens zeigt eine Abschwächung der Darmgeräusche, bei schlanken Menschen ist eine Zunahme des Bauchumfanges festzustellen. Im Blutbild zeigt sich neben einem Abfall von Erythrozytenzahl und Hämatokrit praktisch immer eine Leukozytose. Die Behandlung besteht in erster Linie aus der operativen Absaugung des Blutes und Versorgung der jeweiligen Blutungsquelle. Gleichzeitig muss der Blutkreislauf durch Volumensubstitution und gegebenenfalls durch Bluttransfusion stabilisiert werden.
Im weiteren Sinne wird manchmal auch ein blutiger Aszites als Hämaskos bezeichnet.